# La Villeneuve-au-Châtelot
La Villeneuve-au-Châtelot település Franciaországban, Aube megyében. Lakosainak száma 148 fő (2022. január 1.). La Villeneuve-au-Châtelot Barbuise, Périgny-la-Rose, Plessis-Barbuise, Pont-sur-Seine és Montgenost községekkel határos.

## Népesség
A település népessége az elmúlt években az alábbi módon változott:
| Lakosok száma | 152  | 121  | 146  | 119  | 144  | 143  | 146  | 148  | 147  | 148  |
|               | 1968 | 1982 | 1990 | 2006 | 2013 | 2015 | 2017 | 2019 | 2020 | 2022 |